# Гамза
Га́мза (араб. همزة‎ — «укол») — позаабеткова арабська літера, що передає гортанне зімкнення [ʔ].

## Звучання та історія
Звук вимовляють зімкненням голосових зв'язок (закриттям голосової щілини) і їх миттєвим розімкненням (вибухом). Органи ротової порожнини при цьому не напружуються, а готують до вимови наступного звука. Подібне може трапитися в українській мові, якщо при збігові двох голосних провести між ними чітку межу (наприклад, ко-оперативний, по-одному).
В українській мові такий легкий вибух не має жодного змістового значення, натомість в арабській мові, де його вимовляють енергійніше, це самодостатній приголосний звук. Для його позначення використовують не літеру, а особливий значок, що має назву «гамза» (так само як і звук). Він має вигляд маленького гачка, проведеного проти годинникової стрілки, та прямого штриха, проведеного похило справа наліво.
Сусідні з гамзою голосні звучать так само, як при поєднанні з пом'якшеними приголосними. Гамза і айн, як і всі інші приголосні, можуть подвоюватися. Наприклад: رَأْسٌ رئيس سيئٌ أَمْرٌ.
Знак гамза (ء) було введено пізно, після написання Корану. Його придумав Халіль ібн Ахмад аль-Фарагіді, взявши за основу літеру «айн» (ع) та зрізавши її орнаментальний хвостик.

## Правопис
Гамза може займати такі позиції: самостійну — ء, над аліфом — ‏أ‎, під аліфом — ‏إ‎, над вав — ‏ؤ, над аліф максурою — ‏ئ.
Таким чином, гамза може займати у слові або ізольовану позицію, або позицію з «підставкою». Самі підставки ніяких звуків не видають. Існує три головні правила правопису гамзи:
- На початку слова підставкою для гамзи завжди є аліф. При цьому, якщо гамза має оголосок [a] чи [u], то вона пишеться над аліфом, а знак голосного — над нею; якщо ж оголосок [i], то гамза пишеться під аліфом, а знак голосного — під нею (أ або إ).
- В середині слова або в кінці після короткого голосного вибір підставки визначають за т.зв. правилом старшинства голосних, за яким «найстаршою» голосною є [i] ى‎‏, після неї — [u] و‏, після якої — [a] ‏ا, і останнім є сукун (знак неоголоснення приголосного). Тобто:

- якщо гамза займає позицію між [i] та [u], [i] та [a], чи між [i] та сукуном, то її підставкою буде я (кінцева: ـئ, серединна: ـئـ)
- якщо гамза займає позицію між [u] та [a], чи між [u] та сукуном, то підставкою буде вав (ؤ)
- якщо гамза займає позицію між [a] та сукуном, то підставкою буде аліф (أ إ або ـأ ـإ).

- В кінці слова після довгого голосного гамза має ізольовану форму, які пишуть над лінією письма.

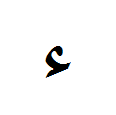
Ізольована гамза
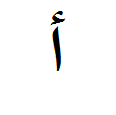
Гамза над аліфом
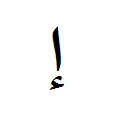
Гамза під аліфом
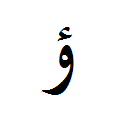
Гамза над вав
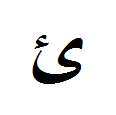
Гамза над я

## В юнікоді
| Юнікод         | U+0621              |
| Ім'я в юнікоді | ARABIC LETTER HAMZA |
| HTML           | ء                   |
| ISO 8859-6     | немає               |